# Aldo Braga
Aldo Braga (San Lorenzo, 24 de julio de 1931 - Buenos Aires, 14 de enero de 2005), cuyo verdadero nombre era Elio Aldo Bragagnini, fue un actor de cine, radio, televisión y teatro que integró el elenco estable del Teatro General San Martín de Buenos Aires.

## Carrera profesional
Creció en Mendoza, donde estudió con Galina Tolmacheva, una figura prestigiosa del teatro y discípula de Stanislavsky, creadora de la Escuela de Arte Escénico de la Universidad Nacional de Cuyo. Se inició en la radiofonía como locutor y actor de radioteatro. Debutó en cine en dos películas filmadas en Mendoza: Álamos talados (1960), dirigida por Catrano Catrani, con guion de Antonio Di Benedetto y Abelardo Arias sobre la novela de este último y La maestra enamorada (1961) acompañando a Lolita Torres y Fernando Rey dirigidos por Julio Saraceni.
Posteriormente filmó otras películas, entre ellas ¿Qué es el otoño? (1976) de David José Kohon, Sentimental (Requiem para un amigo) (1980, de Sergio Renán,  Lo que vendrá (1988) de Gustavo Mosquera y  Saverio el cruel (1977) y La nave de los locos (1995), ambas de Ricardo Wullicher, entre otras.  
En televisión, trabajó en programas especiales y adaptaciones, así como en diversas series. Participó en 1999 en Por el nombre de Dios, un ambicioso proyecto de Adrián Suar en el género fantástico con la actuación de este, Alfredo Alcón, Carina Zampini, Tony Vilas, Pompeyo Audivert y Federico D’Elía, entre otros, con guion de Walter y Marcelo Slavich.
El mismo año se desempeñó en El Hombre, un ciclo ambientado en la política argentina que Suar lanzó en ese año en que había comicios presidenciales. El personaje de Braga era el presidente cuyo mandato estaba terminando en la trama y fue la primera vez que la televisión utilizó para filmar la Casa Rosada por dentro (despacho presidencial y sala de prensa con 150 extras y 3 granaderos).

## Teatro
El escenario de teatro fue el ámbito en el que Braga más se desempeñó y destacó, aunque también trabajó asiduamente en cine y televisión. Ya viviendo en Buenos Aires, debutó en el teatro independiente en la obra La zorra y las uvas, de Guilherme Figueiredo e integró entre 1980 y 1989 el elenco estable del Teatro General San Martín donde a partir de su primer trabajo en 1980, una recordada versión de Hamlet que protagonizó el Alfredo Alcón, interpretó hasta 1989 obras de autores nacionales y extranjeros como James Baldwin, Andrés Balla, Samuel Beckett, Thomas Bernhard,  Bertolt Brecht, Armando Discépolo, Osvaldo Dragún, Guilherme Figueiredo, Griselda Gambaro, Juan Carlos Gené, Carlo Goldoni, Witold Gombrowicz, Máximo Gorki, Ramón Griffero, Peter Handke, Henrik Ibsen, Ben Jonson, Lope de Vega, Arthur Miller, Ferenc Molnar, Clifford Odets, Carlos Mauricio Pacheco, Eduardo Pavlovsky, Eduardo Rovner, Florencio Sánchez, William Shakespeare, Johann Christoph Friedrich Schiller, Éric-Emmanuel Schmitt, August Strindberg y Oscar Viale, entre otros.
Participó bajo la conducción de prestigiosos directores de teatro como Alejandra Boero, Osvaldo Bonet, Juan Carlos Gené, Omar Grasso, Sergio Kogan, Sergio Renán, Hugo Urquijo y Roberto Villanueva, entre otros. 
El crítico Rómulo Berruti opinó sobre Aldo Braga:

«Con algo de serio y grave en su forma de transmitir lo escénico, muy profesional, le iban bien los papeles donde la reflexión se impone sobre la emoción.»

Algunas actuaciones suyas que se recuerdan especialmente tuvieron lugar en Esperando a Godot, de Samuel Beckett; La oscuridad de la razón, de Ricardo Monti; Medida por medida, de William Shakespeare; El señor Bergman y Dios, de Peter Handke, la escena final de Panorama desde el puente, de Arthur Miller, y, sobre todo, Minetti, de Thomas Bernhard, que tuvo muy buenas críticas y varios premios.
Fuera de Argentina, participó en tres festivales internacionales de teatro y en giras que realizara el elenco del Teatro San Martín por España, Italia, Suecia, Unión Soviética y otros países. Concurrió al Cuarto Festival Internacional de Teatro realizado en Caracas, Venezuela, con el lenco del Teatro Payró  y al Festival de Guanajuato, México, con el espectáculo Borges y el otro.
Su último trabajo fue a fines de 2004 en el teatro Regio, integrando el elenco de La novia de los forasteros, de Pedro Pico, en versión de Roberto Cossa  con dirección de Rubens Correa.
En 2000 fue uno de los candidatos al premio Florencio Sánchez al mejor actor protagónico, que otorga la Casa del Teatro.
En 2003 recibió el Premio Podestá a la trayectoria entregado por la Asociación Argentina de Actores.
Falleció en Buenos Aires el 14 de enero de 2005, a raíz de una complicación tras una intervención quirúrgica y sus restos fueron trasladados a la ciudad de Mendoza, donde vivían sus familiares.

## Obras teatrales
- Postal de vuelo de Victor Winer
- Marat-Sade de Peter Weiss
- Hombre de confianza de Roberto Perinelli
- Panorama desde el puente de Arthur Miller
- La novia de los forasteros de Pedro E. Pico
- ¡Arriba, Corazón! de Osvaldo Dragún
- Esperando a Godot, de Samuel Beckett
- Medida por medida, de William Shakespeare
- Veraneantes, de Aída Bortnik
- La oscuridad de la razón, de Ricardo Monti
- Las personas no razonables están en vías de extinción, de Peter Handke
- El señor Bergman y Dios, de Marcelo Bertuccio
- Amanda y Eduardo, de Armando Discépolo
- Julio César, de William Shakespeare
- La zorra y las uvas, de Guilherme Figueiredo
- Visita, de Ricardo Monti
- Los pilares de la sociedad, de Henrik Ibsen
- Todos eran mis hijos de Arthur Miller
- Danza macabra, de August Strindberg
- María Estuardo, de Johann Christoph Friedrich Schiller
- Fuenteovejuna, de Lope de Vega
- El señor Galíndez, de Eduardo Pavlovsky
- Stefano, de Armando Discépolo
- El visitante extraordinario, de Ramón Griffero

## Filmografía
Actor
- La nave de los locos (1995)
- Lo que vendrá (1988) …Policía
- A dos aguas (1987) … Patricio / Weintraub
- Pobre mariposa   (1986)
- Los días de junio (1985)
- El juguete rabioso (1984)
- La Rosales (1984)
- Volver (1982) …Daneri
- El hombre del subsuelo (1981) … Casanegra
- Sentimental (Requiem para un amigo) (1980) …Demario
- Saverio el cruel (1977)
- ¿Qué es el otoño?  (1976)
- La maestra enamorada (1961)
- Álamos talados (1960)

## Televisión
- El Hombre (miniserie) (1999)…Héctor Zubiza
- Por el nombre de Dios  (miniserie) (1999)…Manuel
- Manuela  (serie) (1991) …Corrado
- Tiempo cumplido (serie) (1987)